# Одиниця вимірювання

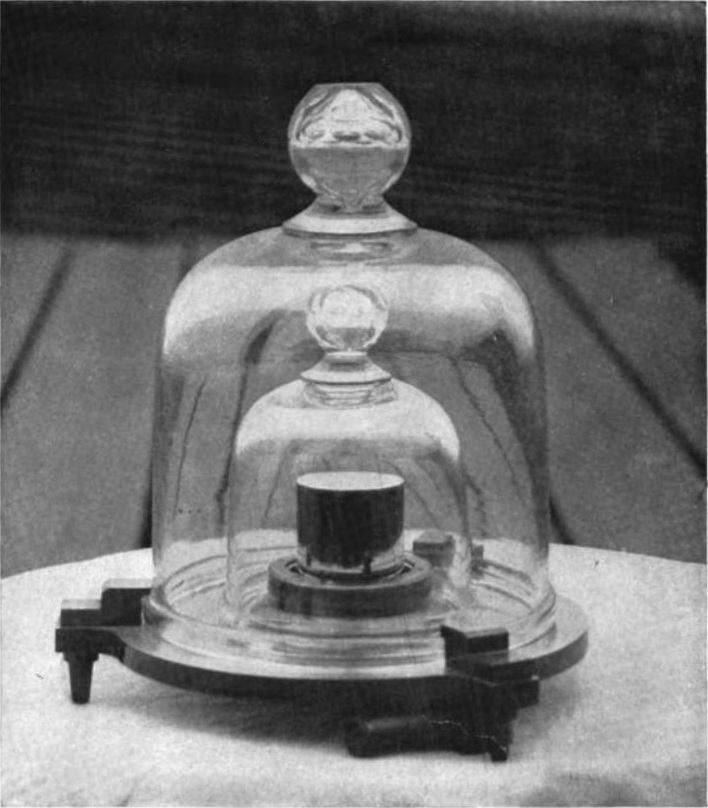
Виготовлена в 1884 році точна копія міжнародного еталона кілограма

Одини́ця вимі́рювання (англ. unit of measurement, measurement unit) — дійсна скалярна величина, визначена та прийнята умовно, з якою можна порівняти будь-яку іншу величину того самого роду, щоб виразити відношення двох величин у вигляді числа. Значення цієї величини приймають рівним одиниці. 
Одиниці вимірювання мають присвоєні їм за угодою назви та позначення. Одиниці вимірювання величин однакової розмірності можуть мати однакові назви та позначення, навіть якщо величини не є однорідними. Наприклад, «джоуль на кельвін» та Дж/К є відповідно назвою та позначенням як одиниці вимірювання теплоємності, так й одиниці вимірювання ентропії, які зазвичай не вважають величинами одного роду. Проте в деяких випадках
застосування певних назв одиниць вимірювання обмежено вживанням винятково з величинами певного роду. Наприклад, одиницю вимірювання «секунда в степені мінус один» (1/с) називають «герц» (Гц), якщо її використовують для частоти, чи «беккерель» (Бк), якщо її використовують для активності радіонуклідів. Як інший приклад, одиницю джоуль (Дж) використовують як одиницю енергії, але в жодному разі не використовують як одиницю моменту сили, тобто «ньютон на метр» (Н·м).
Згідно з новою редакцією Закону України «Про метрологію та метрологічну діяльність», що набрав чинності 2016 року, одиницею вимірювання вважається визначена і прийнята за угодою величина, з якою може бути порівняна будь-яка інша величина того самого роду для вираження співвідношення двох величин у вигляді числа.

## Історія
Для визначення кількісних характеристик певного об'єкта необхідно порівняти його з іншим об'єктом.  Історично довжина вимірювалася в ступнях (футах), ліктях, проте з часом одиниці вимірювання стандартизувалися і ставали дедалі точнішими. Необхідність встановлення єдиного мірила почала визнаватися на державному рівні. Виникла наука метрологія. Для забезпечення міжнародної діяльності почали складатися системи вимірювання, які визнавалися б у глобальному масштабі.
Практичні потреби й наукові дослідження дедалі підвищують вимоги до еталонів, з допомогою яких зберігають і відтворюють одиниці вимірювань. В ідеалі еталон повинен бути пов'язаний із незмінною, фундаментальною величиною, яку, крім того, неважко було б відтворити. Таким чином, якщо під час Великої французької революції еталон метра був встановлений, як довжина довільно вибраного стержня, то в наш час метр асоціюється зі шляхом, яке пробігає в порожнечі світло за певний проміжок часу. Отже, для встановлення одиниці довжини необхідно встановити одиницю часу (секундою), яка в наш час визначається як проміжок часу, в який поміщається певне число коливань певної електромагнітної хвилі, яка випромінюється строго визначеним атомом у строго визначених умовах. Таке визначення дозволяє відтворити еталон часу з надзвичайно високою точністю, до одинадцятого знаку після десяткової коми.

## Визначення та позначення основних одиниць SI
До основних одиниць SI віднесено величини: Час (одиниця – секунда); Довжина (метр); Маса (кілограм); Сила електричного струму (ампер); Термодинамічна температура (кельвін); Кількість речовини (моль); Сила світла (кандела).
Спеціальна назва та позначення похідної одиниці вимірювання температури SI для вираження температури за Цельсієм (градус Цельсія).
До похідних одиниць SI, які мають спеціальні назви та позначення віднесено величини: Площинний кут (одиниця – радіан); Просторовий кут (стерадіан); Частота (герц); Сила, вага (ньютон); Тиск, (механічне) напруження, модуль пружності (паскаль); Енергія, робота, кількість теплоти (джоуль); Потужність, потік випромінювання (ват); Електричний заряд, кількість електрики (кулон); Електричний потенціал, різниця потенціалів, (електрична) напруга, електрорушійна сила (вольт); Електричний опір (ом); Електрична провідність (сименс); Електрична ємність (фарад); Магнітний потік (потік магнітної індукції) (вебер); Магнітна індукція, густина магнітного потоку (тесла); Індуктивність, взаємна індуктивність (генрі); Світловий потік (люмен); Освітленість (люкс); Активність (радіонукліду) (бекерель); Поглинута доза (іонізуючого випромінювання), питома передана енергія, керма (грей); Еквівалентна доза (іонізуючого випромінювання) (зіверт); Каталітична активність (катал).
Дозволені позасистемні одиниці - це одиниці фізичних величин, що не є одиницями SI, але застосовуються на рівні з ними:
1. кратні та частинні від одиниць SI, що мають спеціальні офіційні назви та позначення: Об’єм, місткість (літр); Маса (тонна); Тиск (Бар).
2. одиниці, які визначаються через основні одиниці SI, але не є їх десятковими кратними та частинними величинами: Площинний кут (оберт; град (гон); градус, хвилина, секунда).
3. одиниці, які використовуються з одиницями SI, величини яких у системі SI отримані експериментально: Енергія (електронвольт); Маса (атомна одиниця маси).
4. одиниці, що застосовуються лише у спеціалізованих галузях: Оптична сила (діоптрія); Маса дорогоцінного каміння (метричний карат); Площа земельної ділянки або ділянки під забудову (ар); Маса одиниці довжини текстильної пряжі та ниток (текс); Кров’яний тиск та тиск інших рідин тіла (міліметр ртутного стовпчика); Площа ефективного поперечного перерізу (барн).
5. одиниці вимірювання, дозволені лише у спеціалізованих галузях: Операції з дорогоцінними металлами (тройська унція). [3]

## Деякі одиниці вимірювання

### Значення десяткових префіксів
Для позначення кратних та частинних одиниць різних величин в системі SI використовуються префікси, які показують, у скільки разів збільшилась чи зменшилась кратна чи частинна одиниця вимірювання величини.
Префікси збільшення та їхні позначення:
- дека — в 10 разів більше да
- гекто — у 100 разів більше г
- кіло — в 1000 разів більше к
- мега — в 1 000 000 разів більше М

Префікси зменшення:
- деци — в 10 разів менше д
- санти — у 100 разів менше с
- мілі — в 1000 разів менше м
- мікро — в 1 000 000 разів менше мк

Наприклад, декалітр — це величина, що у 10 разів більша, ніж 1 літр. Оскільки 1 л позначається 1 л, а коротке позначення дека — да, то отримаємо: 1 дал = 10 л чи 1 л = 0,1 дал.
Інший приклад. Міліметр — це величина, яка у 1000 разів менша, ніж 1 метр. Оскільки один метр коротко записується 1 м, а мілі коротко позначається теж м, то виходить, що 1 мм = 0,001 м, а 1 м = 1000 мм.

### Одиниці вимірювання довжини
Основною одиницею вимірювання довжини в системі SI є метр. Метр коротко позначається м, тобто 1 метр записується 1 м.
- 1 м = 10 дм = 100 см = 1000 мм = 1 000 000 мкм

Останній запис означає, наприклад, що 1 метр дорівнює 1 000 000 мікронів. Звідси випливає, що:
- 1 дм = 10 см = 100 мм = 100 000 мкм
- 1 см = 10 мм = 10 000 мкм
- 1 мм = 1000 мкм = 1 000 000 нм = 10 000 000 Å

Ці співвідношення можна записати по-іншому:
- 1 мкм = 0,000001 м = 0,00001 дм = 0,0001 см = 0,001 мм
- 1 мм = 0,001 м = 0,01 дм = 0,1 см
- 1 см = 0,01 м = 0,1 дм
- 1 дм = 0,1 м

Великі відстані, зазвичай, вимірюють у кілометрах, короткий запис — 1 км.
- 1 км = 1000 м = 10000 дм = 100 000 см = 1 000 000 мм = 1 000 000 000 мкм, тобто
- 1 мкм = 0,000000001 км
- 1 мм = 0,000001 км
- 1 см = 0,00001 км
- 1 дм = 0,0001 км
- 1 м = 0,001 км

Дуже маленькі розміри в атомних масштабах вимірюються в ангстремах:
- 1 Å = 0,1 нм = 0,0001 мкм

### Одиниці вимірювання маси
Основною одиницею вимірювання маси в системі SI є кілограм, коротке позначення — кг.
- 1 г = 1000 мг чи 1 мг = 0,001 г
- 1 кг = 1000 г чи 1 г = 0,001 кг
- 1 кг = 1 000 000 мг чи 1 мг = 0,000001 кг

Великі за маси вимірюють у тоннах (т) і центнерах (ц):
- 1 т = 10 ц = 1000 кг = 1 000 000 г
- 1 ц = 0,1 т, 1 кг = 0,001 т
- 1 г = 0,000001 т, 1 ц = 100 кг = 100 000 г
- 1 кг = 0,01 ц, 1 г = 0,00001 ц

### Одиниці вимірювання площі
Одиниця вимірювання площі в системі SI  — квадратний метр: позначається м².
- 1 м² = 100 дм2 = 10 000 см² = 1 000 000 мм²
- Тобто 1 см² = 0,0001 м², 1 дм2 = 0,01 м²
- 1 см² = 0,01 дм2, 1 см² = 100 мм²
- 1 мм² = 0,01 см², 1 км² = 1 000 000 м²
- 1 м² = 0,000001 км²

При вимірюванні земельних ділянок використовуються одиниці вимірювання ар і гектар (позначаються а і га).
- 1 а = 100 м² = 1 000 000 см²

### Одиниці вимірювання часу
Основною одиницею часу в Міжнародній системі одиниць SI є секунда, скорочено «с» (або сек). Також розповсюджені традиційні одиниці часу:
- 1 хв = 60 c (хвилина)
- 1 год = 3600 c (година)
- 1 д = 86 400 c (день)
- 1 рік = 365,25 д = 31557600 c ((Юліанський) рік)

### Одиниці вимірювання об'єму
Одиницею вимірювання об'єму в системі SI є кубічний метр (м3).
Одна тисячна кубічного метра — кубічний дециметр; позначається дм3. 1 дм3 = 0,001 м3. Його ще називають літром, тобто 1 дм3 = 1 л.
Тисячна частина літра — мілілітр, тобто 1 л = 1000 мл, а 1 мл = 0,001 л.
- 1 л = 1 дм3 = 1 000 000 мм³
- 1 мм³ = 0,000001 л

Таким чином, 1 мл = 1000 мм³, а 1 мм³ = 0,001 мл. Оскільки 1 см³ = 1000 мм³, то 1 мл = 1 см3.
Великі об'єми вимірюються в:
- декалітрах (дал): 1 дал = 0,01 м3;
- гектолітрах (гкл) 1 гл = 0,1 м3

## Системи одиниць вимірювання
У фізиці й техніці одиниці вимірювання (одиниці фізичних величин, одиниці величин) використовуються для представлення результатів вимірювань. Числове значення фізичної величини є відношення значення фізичної величини до деякого прийнятого значенням, яке і є одиницею вимірювання. Число із зазначенням одиниці вимірювання називається іменованим.
Для будь-якої системи одиниць розрізняють основні одиниці вимірювання, які вибираються незалежно від інших одиниць, і похідні одиниці, що визначаються через основні. Вибір величини і кількості основних одиниць вимірювання може бути довільним і визначається тільки традиціями або угодами. Існує велика кількість різних систем одиниць вимірювання, які розрізняються вибором основних одиниць вимірювання.
Держава, як правило, законодавчо встановлює певну систему одиниць. Метрологія безперервно працює над поліпшенням одиниць вимірювання та еталонів.

## Деякі системи одиниць вимірювання

### Метричні системи
- SI
- СГС
- МКС
- МКГСС

### Традиційні системи мір
- Руська система мір
- Англійська система мір
- Французька система мір
- Китайська система мір
- Японська система мір
- Стародавні одиниці вимірювання
- Лівійські одиниці виміру

## Одиниці вимірювання, згруповані за видами вимірювань
- Одиниці маси (маса)
- Одиниці температури (температура)
- Одиниці довжини (відстань)
- Одиниці площі (площа)
- Одиниці об'єму (об'єм)
- Одиниці інформації (інформація)
- Одиниці часу (час)
- Одиниці тиску (тиск)
- Одиниці потоку тепла (потік тепла)
- Гравіметричні одиниці вимірювань

## В Україні
Тривалий час на території України користувалися такими одиницями вимірювання довжини: вершком (приблизно 4,5 см), аршином (0,7112 м), сажнем (2,16 м), верстою (1 066,781 м). Поширеними одиницями маси були фунт (409,52 г) та пуд (16,4 кг).